# Charvensod
Charvensod é uma comuna italiana da região do Vale de Aosta com cerca de 2.265 habitantes. Estende-se por uma área de 25 km², tendo uma densidade populacional de 91 hab/km². Faz fronteira com Aosta, Brissogne, Cogne, Gressan, Pollein.

## Demografia
| Variação demográfica do município entre 1861 e 2011                               |
|                                                                                   |
| Fonte: Istituto Nazionale di Statistica (ISTAT) - Elaboração gráfica da Wikipedia |